# Cozia (sit SCI)
Cozia este o arie protejată (arie specială de conservare — SAC, sit de importanță comunitară — SCI) din România, desemnată în scopul protejării biodiversității și menținerii într-o stare de conservare favorabilă a florei spontane și faunei sălbatice, precum și a habitatelor naturale de interes comunitar aflate în arealul zonei de protecție. Aceasta se întinde pe o suprafață de 16.725,2 ha, integral pe uscat.

## Localizare
Situl se întinde pe teritoriile administrative ale orașelor Băile Olănești, Brezoi și Călimănești; și pe cele ale comunelor Berislăvești, Muereasca, Perișani, Racovița și Sălătrucel din județul Vâlcea. Centrul sitului Cozia este situat la coordonatele 45°19′01″N 24°18′17″E / 45.317044°N 24.304797°E.

## Înființare
Situl Cozia (ROSCI0046) a fost declarat sit de importanță comunitară în decembrie 2007 pentru a proteja 4 specii de plante și 23 de specii de animale. Situl a fost protejat și ca arie specială de conservare în mai 2022. Situl include ariile protejate Parcul Național Cozia și Pădurea Călinești - Brezoi.

## Biodiversitate
Situată în ecoregiunea alpină a Masivului Cozia și cea continentală a luncii Oltului, aria protejată conține 20 habitate naturale: Râuri alpine și vegetația herbacee de pe malurile lor, Râuri de munte și vegetația lor lemnoasă cu Myricaria germanica, Râuri de munte și vegetația lor lemnoasă cu Salix elaeagnos, Pajiști alpine și boreale, Tufișuri subcontinentale peri-panonice, Pajiști boreale și alpine pe substrat silicios, Pajiști bogate în specii de Nardus, pe substraturile silicioase ale zonelor muntoase, Asociații de lizieră cu ierburi înalte hidrofile de la nivelul câmpiilor până la nivel montan și alpin, Pajiști montane, Izvoare petrifiante cu formare de travertin (Cratoneurion), Grohotiș stâncos al etajului montan (Androsacetalia alpinae și Galeopsitalia ladani), Pante stâncoase silicioase cu vegetație chasmofitică, Păduri tip Luzulo-Fagetum, 	Păduri tip Asperulo-Fagetum, Stejăriș cu Galio-Carpinetum, Păduri de pantă, grohotiș sau ravene cu Tilio-Acerion, Păduri aluviale cu Alnus glutinosa și Fraxinus excelsior (Alno-Padion, Alnion nicanae, Salicion albae), Păduri relictare cu Pinus sylvestris pe substrate calcaroase, Păduri dacice de fag (Symphyto-Fagion) și Păduri acidofile cu Picea din etajele alpine montane.
La baza desemnării sitului se află mai multe protejate la nivel european sau aflate pe lista roșie a IUCN; astfel: .
- plante (4): clopoțelul de munte (Campanula serrata), stânjenelul sălbatic (Iris aphylla ssp. hungarica), iarba-gâtului (Tozzia carpathica), ligularia (Ligularia sibirica)
- mamifere (10):  urs brun (Ursus arctos[5], lup (Canis lupus), râs eurasiatic (Lynx lynx)[6], vidră de râu (Lutra lutra), breb (Castor fiber), liliacul cu urechi late (Barbastella barbastellus)[7], liliacul comun (Myotis myotis), liliacul cu aripi lungi (Miniopterus schreibersii), liliacul mare cu potcoavă (Rhinolophus ferrumequinum), liliacul mediteranean cu potcoavă (Rhinolophus euryale);
- amfibieni (2): ivorașul-cu-burta-galbenă (Bombina variegata)[8], tritonul cu creastă (Triturus cristatus);
- pești (4): mreană vânătă (Barbus petenyi), zglăvoacă (Cottus gobio), țipar (Misgurnus fossilis), câră (Sabanejewia balcanica);
- nevertebrate (7): croitorul cel mare al stejarului (Cerambyx cerdo), cărăbuș (Carabus variolosus), croitorul cenușiu al stejarului (Morimus asper funereus), croitorul alpin (Rosalia alpina), rădașcă (Lucanus cervus), cosașul transilvan (Pholidoptera transsylvanica) și un greier (endemic pentru Cozia) din specia Isophya harzi.